# René Vernadet
René Vernadet est un cinéaste, opérateur et réalisateur, et écrivain de montagne, né le 8 décembre 1927 dans le 20e arrondissement de Paris et mort le 27 février 2023 en Inde.
Depuis 1962, René Vernadet s’est passionné pour le Tibet. Il a aussi été conférencier de Connaissance du Monde.

## Participation filmographique
- Les Étoiles de midi (1958) réalisé par Marcel Ichac. Directeur de la photographie : René Vernadet. Grand prix du cinéma français 1959, primé au Festival de Trente 1959.
- Les Conquérants de l'inutile (1967) réalisé par Marcel Ichac. Images de René Vernadet, Lionel Terray, Jean-Jacques Languepin. Film présenté hors compétition au Festival de Cannes 1967.
- Le Pilier du Freney (1968) réalisé par René Vernadet avec René Desmaison. Primé au Festival de Trente 1968.
- Sur un arbre perché (1970) réalisé par Serge Korber. Images de René Vernadet.
- Kaléidoscope (1970) réalisé par Jacques Ertaud. Images de René Vernadet. Film présenté au Festival de Cannes en 1970.
- Les Horizons gagnés (1974). réalisé par Gaston Rébuffat. Images de René Vernadet avec Edwin Matthews. Jean Juge, Konrad Kirch, Lino Donvito, Massulu Suzuki et Christian Ringeval.
- La Mort d'un guide (1975) réalisé par Jacques Ertaud. Images de Louis Malle et René Vernadet.
- Le Pilier du ciel (1979) réalisé par René Vernadet pour le compte de l'ECPA, service vidéo du ministère des Armées, avec la participation du Groupe militaire de haute montagne (GMHM).
- Premier de cordée réalisé par Jacques Ertaud. Image de René Vernadet ?
- Bella, histoire d'un chamois, réalisé par René Vernadet.

## Œuvre bibliographique
- Tibet de Jérôme Edou, René Vernadet, Ed. L'Asiathèque  (ISBN 2901795528)
- Tibet, les chevaux du vent, de Jérôme Edou et René Vernadet, éditions Shambhala, Bruxelles, 1988. Puis L’Asiathèque, 1993. Réédité en 2007.
- Horizons tibétains, de Pierre Tairraz, Mythra, 1979. Récits et photographies de Pierre Tairraz et René Vernadet.

### Filmographie
- Laëtitia Chalandon, René Vernadet, l’œil qui précédait l'exploit, 2014, Grand prix au festival international du film de montagne d'Autrans